# Собиш, Хорхе
Хорхе Омар Собиш (исп. Jorge Omar Sobisch; род. 16 января 1943, Буэнос-Айрес, Аргентина) — аргентинский политик, бывший губернатор провинции Неукен с 1999 по 2007 год. Руководит Народной партией Неукена.

## Биография
Родился 16 января 1943 в военной больнице Буэнос-Айреса. Отец, Карлос, был членом вооружённых сил и политиком-перонистом, который обосновался в Неукене в 1940-е.
Учился в начальной школе в Неукене и средней школу в Буэнос-Айресе. После окончании школы Собиш обосновался в Трелью, где работал в книгоиздании.
В 1961 вместе с отцом участвовал в создании Народной партией Неукена.
В 1971 руководил футбольным клубом «Индепендьенте» (Неукен).
Собиш исполнял обязанности губернатора Неукена с 1991-го по 1995 год. В 1999—2003 года вновь был губернатором. Он был переизбран на второй срок в 2003 году. Его полномочия истекли в 2007 году.
В том же 2007 году баллотировался в президенты Аргентины, заняв шестое место с 1,56 % голосов. Будучи союзником неолиберального экс-президента Карлоса Менема, он к этому моменту откололся от левоцентристских перонистов и возглавил одну из консервативных партий, пребывая в альянсе с Маурисио Макри.

## Семья
Женат на Лилиане Планас, У них четверо детей и двое внуков.